# Суриха
Суриха — деревня в составе Ивановского сельского поселения Шарьинского района Костромской области России.

## География
Деревня расположена недалеко от автодороги Урень — Шарья — Никольск — Котлас Р157.

## История
Согласно Спискам населенных мест Российской империи в 1872 году деревня относилась к 2 стану Ветлужского уезда Костромской губернии. В ней числилось 13 дворов, проживало 62 мужчины и 57 женщин.
Согласно переписи населения 1897 года в деревне проживало 216 человек (95 мужчин и 121 женщина).
Согласно Списку населенных мест Костромской губернии в 1907 году деревня относилась к Рождественской волости Ветлужского уезда Костромской губернии. По сведениям волостного правления за 1907 год в деревне числилось 36 крестьянских двора и 275 жителей. Основными занятиями жителей деревни были лесной, плотницкий промыслы и работа на железной дороге.
До 2010 года деревня относилась к Поляшовскому сельскому поселению.

## Население
| 2008 | 2010 | 2014 |
| ---- | ---- | ---- |
| 3    | ↗5   | ↘3   |

## Известные люди
В деревне родился советский военно-морской деятель адмирал Николай Игнатьевич Виноградов.